# Balgach
Balgach, im einheimischen Dialekt Balga, ist eine politische Gemeinde und eine Ortschaft in der Region und im Wahlkreis Rheintal im Kanton St. Gallen in der Ostschweiz. Die Gemeinde besteht aus dem gleichnamigen Dorf und einem Teil der Ortschaft Heerbrugg.

## Geographie

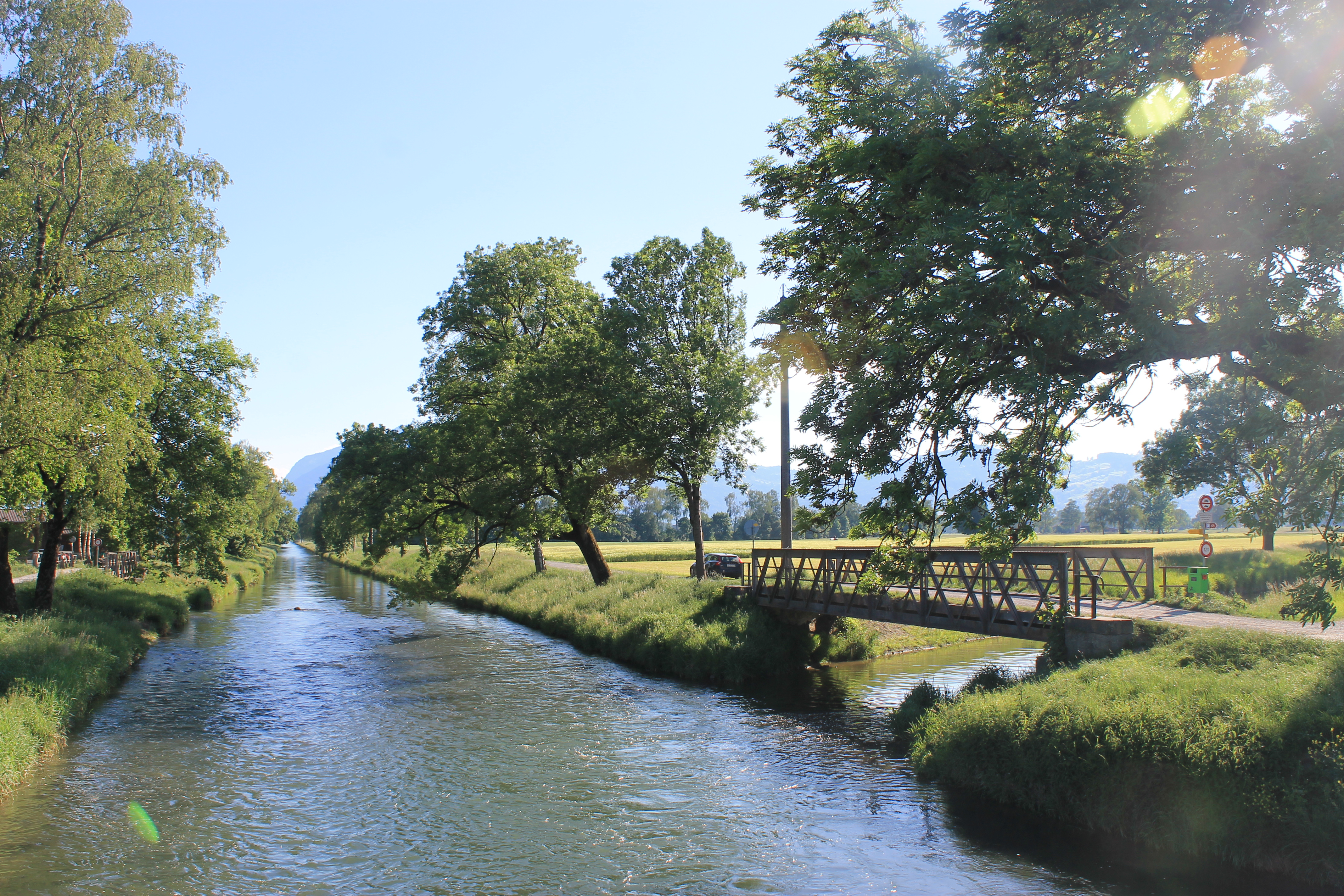
Der Rhein-Seitenkanal bildet die Grenze zwischen Balgach und Oberriet

Balgach liegt an der Hauptstrasse 13, am Fuss des westlichen Hangs des St. Galler Rheintals, zwischen den Gemeinden Au nördlich und Rebstein südlich. Östlich Grenzen Widnau, Oberriet und Diepoldsau an die Grenzen von Balgach. Westlich erstreckt sich Balgach bis auf den Kamm des «Hümpeler»-Berges, an die Grenzen von Berneck (SG), Reute (AR) und Oberegg (AI).

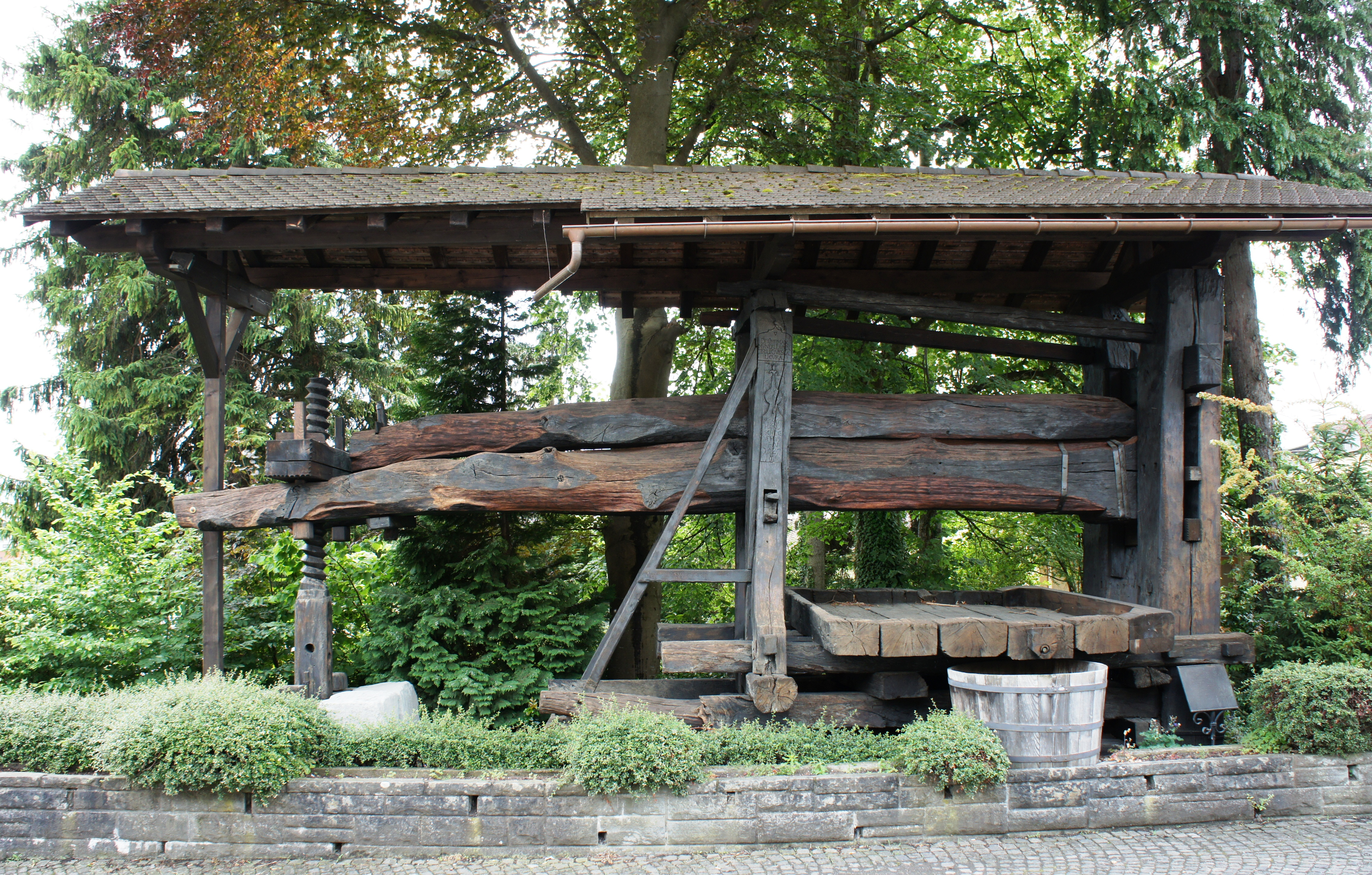
Rebbau hat eine lange Tradition in Balgach.

Der Wald, der den Ausläufer des Appenzeller Vorderlandes (Hümpeler) bedeckt, heisst im Süden Vogelwald, in der Mitte Kirchenwald und im Norden Hümpelerwald. Am Hümpeler befindet sich die Hauptwasserfassung der Hümpelerquelle, welche einen grossen Teil der Gemeinde mit Wasser versorgt. Der höchste Punkt, der dem Hümpelerberg zugerechnet wird, trägt den Namen Nonnenbommert 641 m ü. M. Unterhalb der Wälder, auf dem Boden (Bodenstrasse), befindet sich das Quartier Boden, welches mit einigen Villen bebaut ist.
Die exklusive Lage am Fuss der Rebberge bietet einen Ausblick über das Rheintal vom Bodensee bis zum Säntis. Südlich davon, auf einer weiteren Anhöhe, die durch ein Tobel vom Boden getrennt ist, befindet sich das Schloss Grünenstein. Nördlich davon befinden sich, im Ortsteil Heerbrugg auf dem nördlichen Ende des Hümpeler, das Schloss Heerbrugg und die Villa Schmidheiny. Am Hang unterhalb des Quartiers Boden ist der historische Dorfkern zu finden, welcher im Bundesinventar der schützenswerten Ortsbilder von nationaler Bedeutung der Schweiz (ISOS) aufgeführt ist.

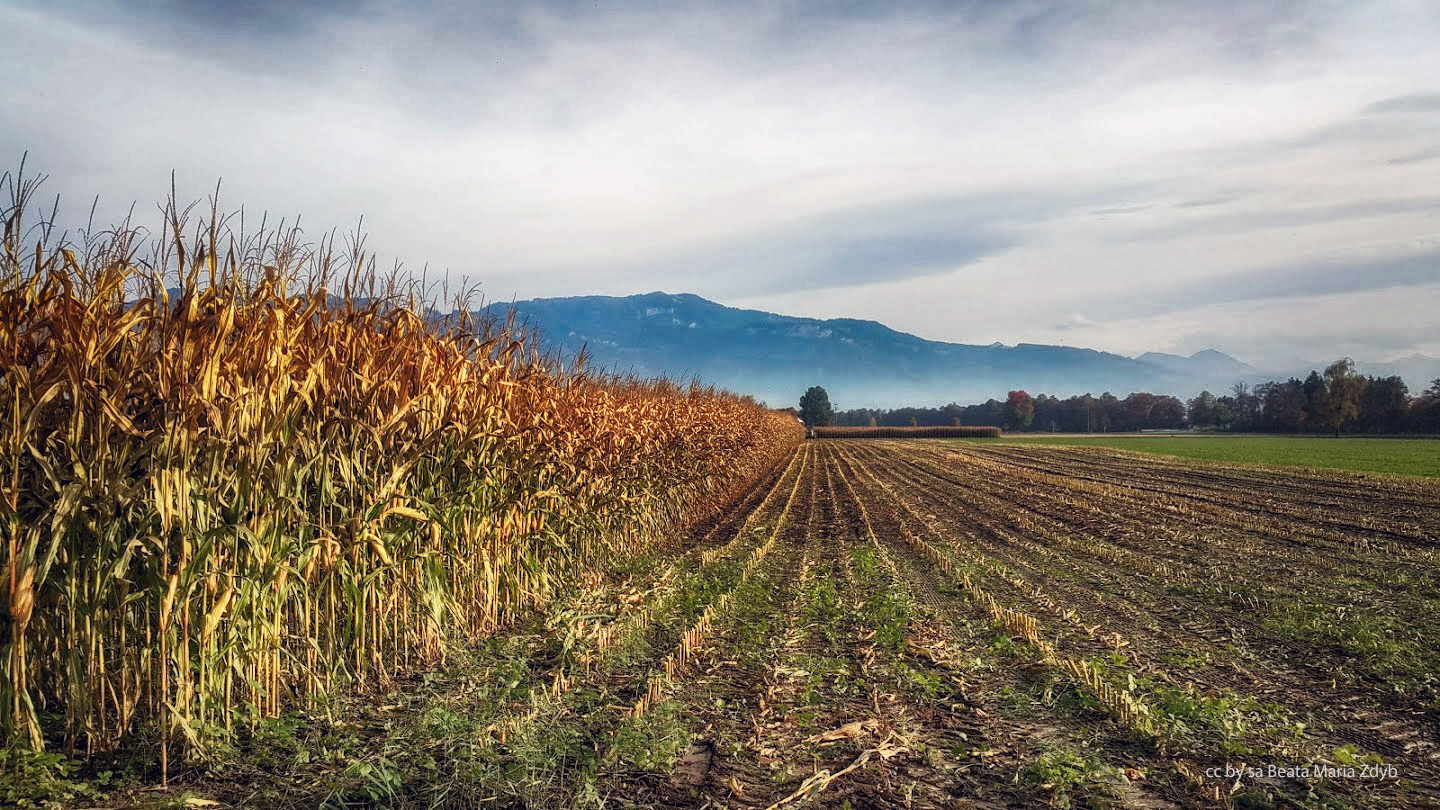
Felder in Balgach

Die Hauptstrasse 13 am Fuss des Hanges teilt die Ortschaft in zwei Hälften. Auf der östlichen Seite liegen das alte Quartier Mühlacker und die erst in neuerer Zeit erstellten Industrie- und Blockbauten, die sich östlich bis zur Bahnlinie der SBB erstrecken. Östlich der Bahnlinie Chur-Rorschach befinden sich die Sportanlage Riet sowie das Naturschutzgebiet Höchstern. Weiter östlich, in den Mädern, welche zum Teil als Überflutungsflächen ausgewiesen sind, befinden sich die Landwirtschaftsbetriebe Lärchenhof, Erlenhof, Lindenhof, Sonnenhof und Rietmüli. Mitten hindurch von Süden nach Norden verläuft die Ländernaach, ein künstlicher Entwässerungskanal, welcher die zahlreichen Bäche, die die Hänge des Rheintals von Marbach bis Heerbrugg entwässern, in den Rheintaler Binnenkanal leitet. Die meisten dieser Bäche sind über weite Strecken durch Tunnelierung unter den Dörfern hindurchgeführt. Die Tunnels beginnen jeweils bereits am Hang oberhalb des Dorfkerns und enden meist erst kurz vor oder nach der SBB-Linie. Auch die Ländernaach wird in Heerbrugg in einen Tunnel geleitet, welcher unter Widnau hindurch bis kurz vor der Einmündung in den Binnenkanal verläuft. Das soll die Hochwassersicherheit erhöhen, weil dadurch die Bäche und die Aach in vorgegebenen Überflutungsflächen, in den Mädern, über die Ufer treten.

### Flächenbilanz
Im Jahr 2009 weist Balgach 654 ha Gemeindefläche auf. 142 ha sind künstlich angelegte Flächen (Kulturland). Davon sind 66 ha befestigte Flächen, 39 ha Gebäude, 22 ha Rasen, 8 ha Bäume auf künstlich angelegten Flächen, 5 ha gemischte Kleinstrukturen und 2 ha Beetstrukturen. Die Gras- und Krautvegetation nimmt 341 ha Fläche ein. Die Fläche der Gebüschvegetation ist 32 ha gross, darauf wachsen 21 ha Reben. Die Baumvegetation erstreckt sich über 136 ha, wovon 104 ha geschlossene Baumbestände, 18 ha Baumgruppen, 10 ha lineare Baumbestände, 3 ha Waldstreifen und 1 ha Waldecken sind. Wasser- und Feuchtflächen erstrecken sich über 1 ha, die vegetationslose Fläche beträgt 2 ha.

## Geschichte

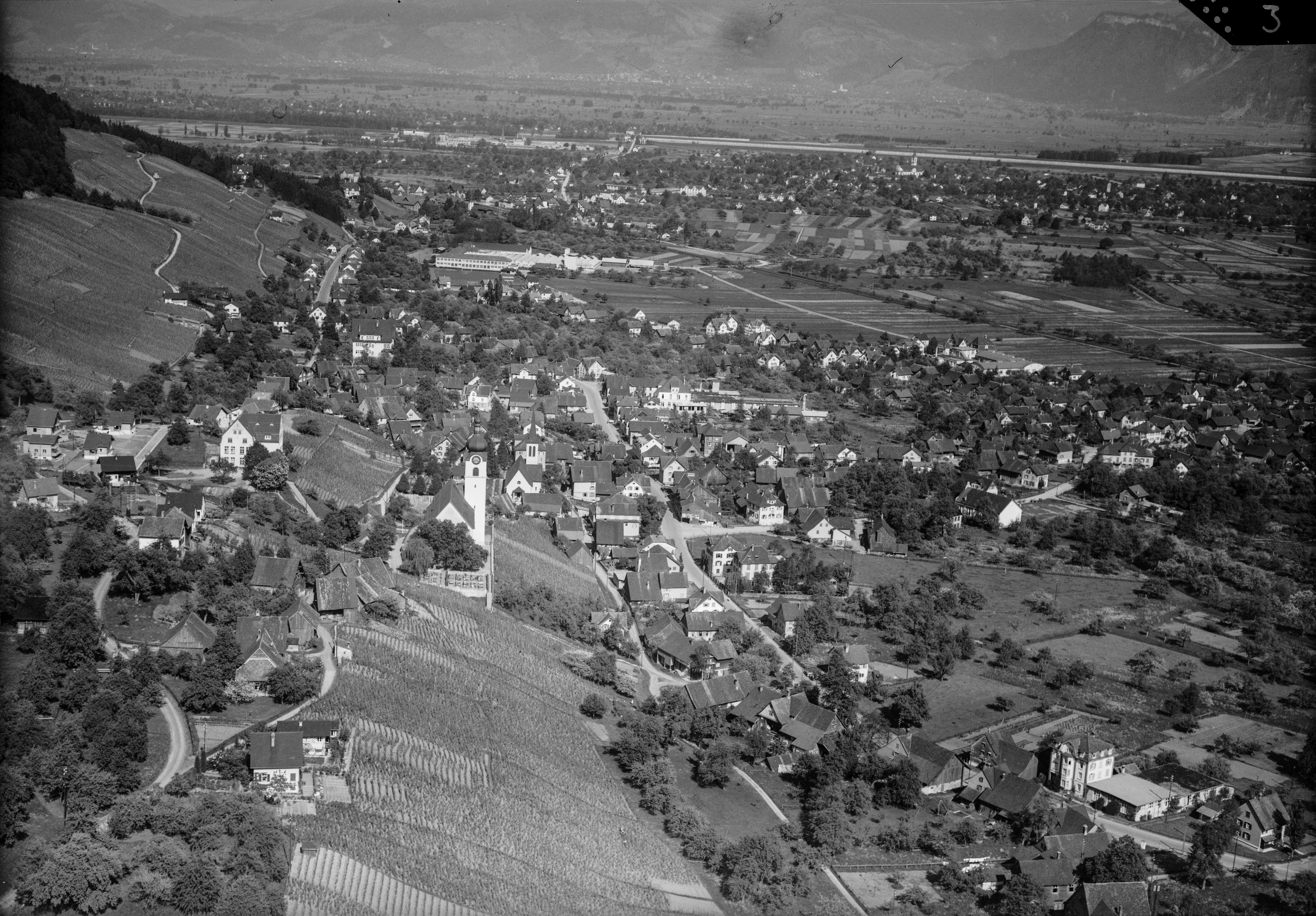
Luftbild aus dem Jahr 1947

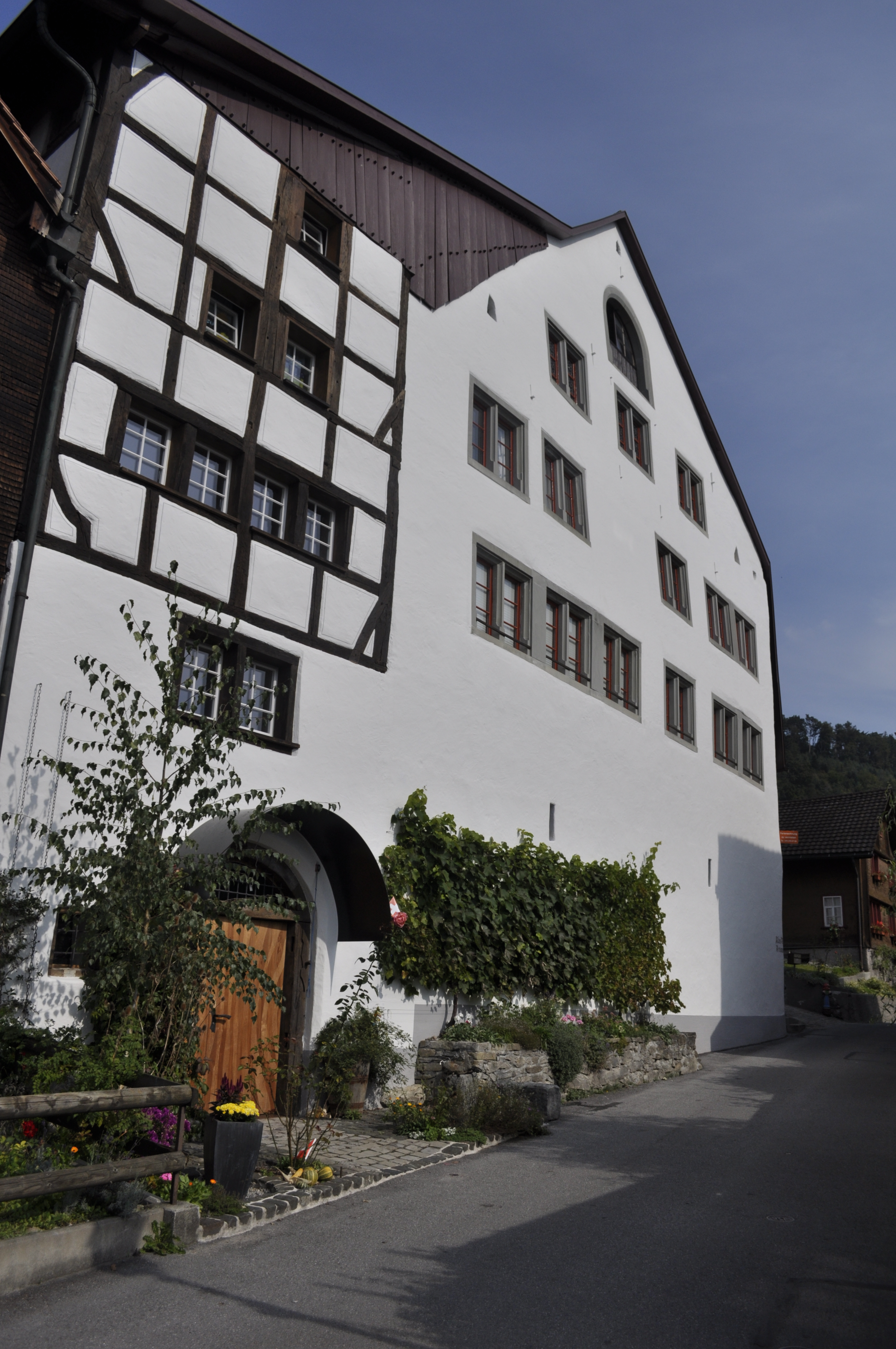
Im Alten Rathaus befindet sich heute das Ortsmuseum.

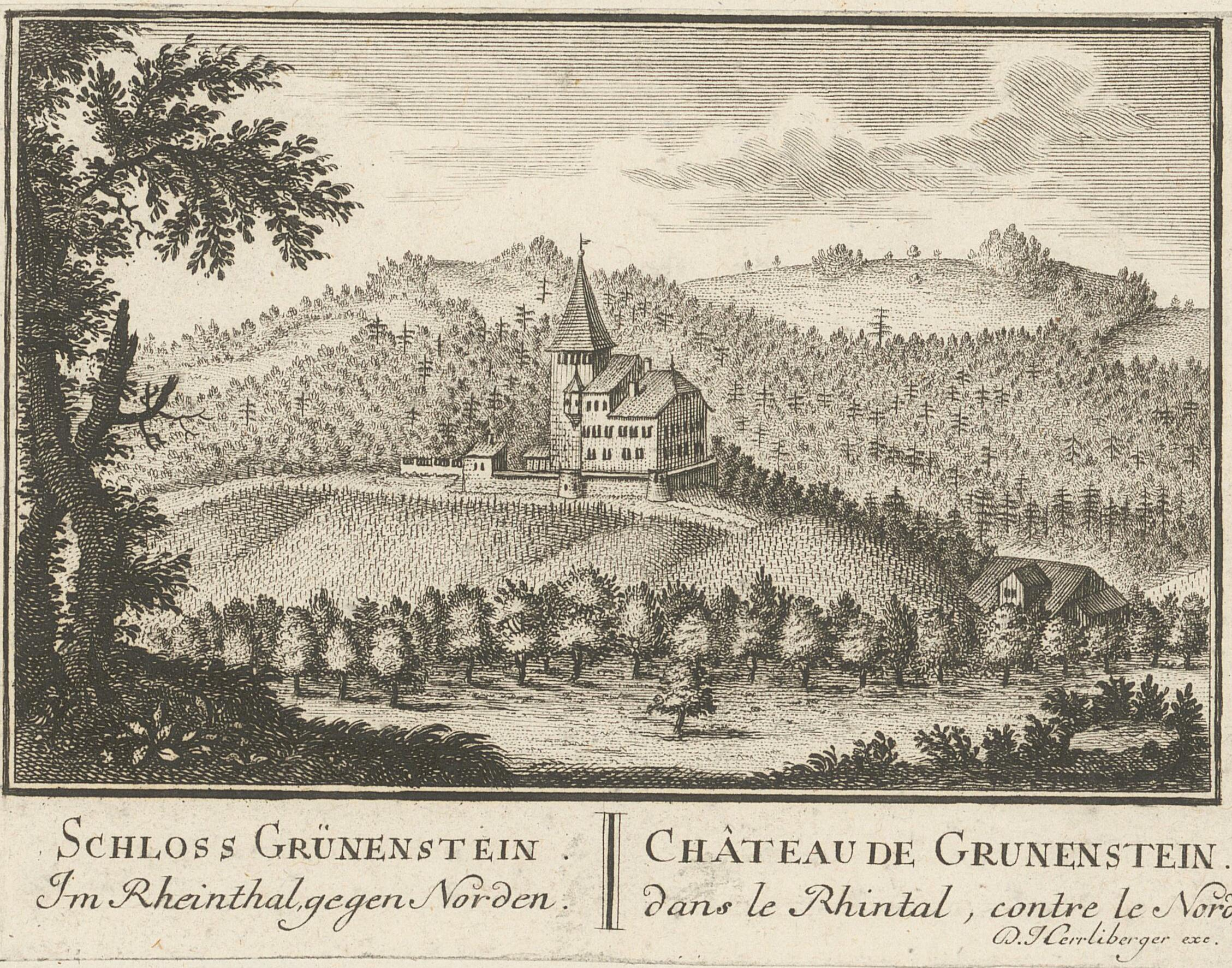
Schloss Grünenstein Im Rheinthal gegen Norden

Die Ortschaft wurde 890/891 erstmals als Palgaa erwähnt, das umliegende Gebiet wurde als Königsgut bezeichnet. 1166 und 1210 sind Edle von Balgach erwähnt, womöglich als Vorfahren der ab 1270 erwähnten Grünenstein, die sich nach der von ihnen errichteten Burg nannten. 1781 wurde die alte Burg bis auf den aus dem 13. Jahrhundert stammenden Turmstock abgerissen und das heutige Schloss Grünenstein, das Wahrzeichen Balgachs, im Barockstil neu aufgebaut.
Balgach gehörte im 14. Jahrhundert den Freiherren von Sax, welche es 1347 dem Frauenstift Lindau verkauften.
Das Frauenstift seinerseits veräusserte Balgach 1510 der Fürstabtei St. Gallen. Dem Niedergericht sass der fürstäbtische Ammann von Altstätten vor. Bis 1798 war Balgach Teil der Landvogtei Rheintal. 1803 entstand im neu gegründeten Kanton St. Gallen die politische Gemeinde Balgach. 1826 wurde die Ortsgemeinde geschaffen.
Eine zur Pfarrei Marbach gehörige Kapelle ist 1419 belegt. 1521 wurde Balgach zur Pfarrei erhoben. Fast alle Einwohner traten 1528 zur Reformation über, um nur drei Jahre später zum Teil zum alten Glauben zurückzukehren. Bis zur Abkurung und dem Bau einer katholischen Kirche im Jahr 1826 wurde die Pfarrkirche paritätisch genutzt; das Patronatsrecht lag beim Fürstabt von St. Gallen. 1938 löste sich das katholische Heerbrugg von Balgach.

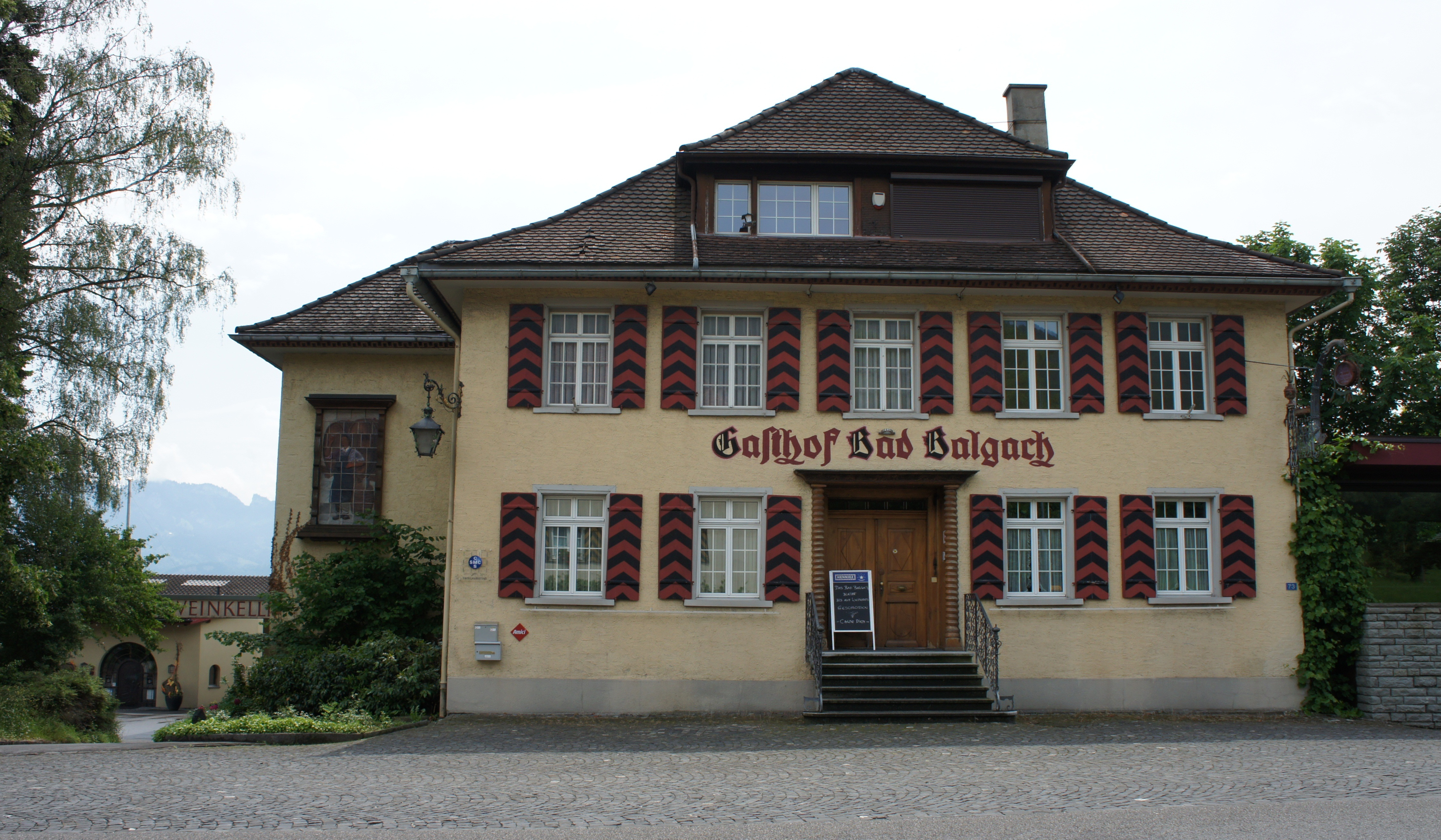
Das Bad Balgach war Teil der Weinkellerei Nüesch.

In Verdrängung des Ackerbaus dehnten sich vor allem im 15. und 16. Jahrhundert an den Hängen der Rebbau, in den von Auwäldern durchsetzten Riedgebieten mit Streuwiesen und Weiden der Rheinebene sowie in den höheren Hanglagen die Viehwirtschaft aus. In der zweiten Hälfte des 20. Jahrhunderts verringerte sich die Zahl der Milchproduzenten markant von 48 im Jahr 1958 auf 16 im Jahr 1990. Auftrieb erhielt dagegen in jüngster Zeit wieder der Rebbau mit 20 ha im Jahr 1990. Bis ins 19. Jahrhundert wurde das Bad Balgach betrieben. Gegen Ende des 19. Jahrhunderts entwickelte sich Balgach zum Zentrum der Unterrheintaler Stickerei. Die zunehmende Fabrik- und Heimstickerei löste nach 1900 ein rasches Bevölkerungswachstum aus. Im Sog der Industrialisierung Heerbruggs, das im Gegensatz zu Balgach eine Station an der 1858 eröffneten Bahnstrecke Chur–Rorschach erhalten hatte, wandelte sich Balgach im 20. Jahrhundert zur Industriegemeinde mit der Firma Leica AG als wichtigstem Arbeitgeber. 1990 arbeiteten 76 % der Erwerbstätigen im zweiten Wirtschaftssektor. Das Ortsbild von Balgach ist von regionaler, das Alte Rathaus aus dem Jahr 1566 mit einem Ortsmuseum von nationaler Bedeutung.
Der in Balgach aufgewachsene Otto Oesch-Maggion (1864–1941), nebenamtlicher Ortsgemeindeschreiber und später Gemeinderat in Balgach, dann Verwalter der Ziegelei Bruggwald St. Gallen (Ziegelei J. Schmidheiny & Co.), erarbeitete über viele Jahre eine Chronik von Balgach. Von Oesch stammt auch ein genealogisches, handschriftliches Werk, worin er Geschlechter Balgachs über viele Generationen bis ca. 1934 erfasste.

## Bevölkerung
Balgach zählte am 31. Dezember 2018 eine Ständige Wohnbevölkerung von 4798 Einwohnern.
- Die Geschlechterverteilung ist mit 2414 Männern sowie 2384 Frauen ausgeglichen.
- 2138 sind Verheiratete sowie 2069 Ledige. 200 sind verwidmet, 391 geschieden, unverheiratet oder in gerichtlich aufgelöster Partnerschaft.[15]

Schweizer Bürger sind 3679, Staatsangehörige anderer Länder sind 1119.
- Von den benachbarten Staaten stammen aus Deutschland 247, Österreich 198, Italien 90 und Frankreich 4.
- Aus dem weiteren Europa sind Kroatien (117), Türkei (42), Nordmazedonien (31), Bosnien und Herzegowina (30), Spanien (28) und Griechenland (17) die häufigsten Herkunftsstaaten.
- Sri Lanka (18) und Eritrea (10) sind weitere Herkunftsländer von Bedeutung.
- Aus anderen Staaten stammen 287 Einwohner.[16]

## Wirtschaft
In der Ebene gegen den Rhein hinaus sind einige Landwirtschaftsbetriebe angesiedelt, und oberhalb des Dorfes erstrecken sich Weinberge bis zum Waldrand hinauf. Abgesehen von der Industrie im Ortsteil Heerbrugg und der stark gewachsenen Industrie-Zone 'Wegen' an der Rietstrasse ist die Gemeinde Balgach ländlich geprägt. Wegen der in den letzten Jahren erfolgten Wohnbauten in verdichteter Weise entwickelt sich Balgach zum vorstädtischen Quartier von Heerbrugg.
Aus Teilen der früheren Firma Wild Heerbrugg sind mehrere neue Firmen entstanden, welche teilweise noch in Balgach/Heerbrugg tätig sind, jedoch heute zu ausländischen Muttergesellschaften gehören. Neben den Firmen Leica Geosystems, Safran Vectronix AG, SwissOptic AG, Polymeca AG und Escatec Electronics (alle mit Bezug zur früheren Firma Wild) sind auch unabhängige Firmen in Balgach ansässig, wie Heule Werkzeuge AG, Microsynth AG, HEMAG AG, WZW OPTIC AG.

### Verkehr
Balgach wird durch die Autobuslinie 301 der RTB Rheintal Bus bedient. Diese ist Nachfolgerin des 1977 eingestellten Trolleybus Altstätten–Berneck, der wiederum 1940 die 1897 eröffnete Strassenbahn Altstätten–Berneck ablöste. Die Einfahrt Widnau der Autobahn A13 ist knapp 6 km vom Dorfkern entfernt.

## Kunst, Kultur

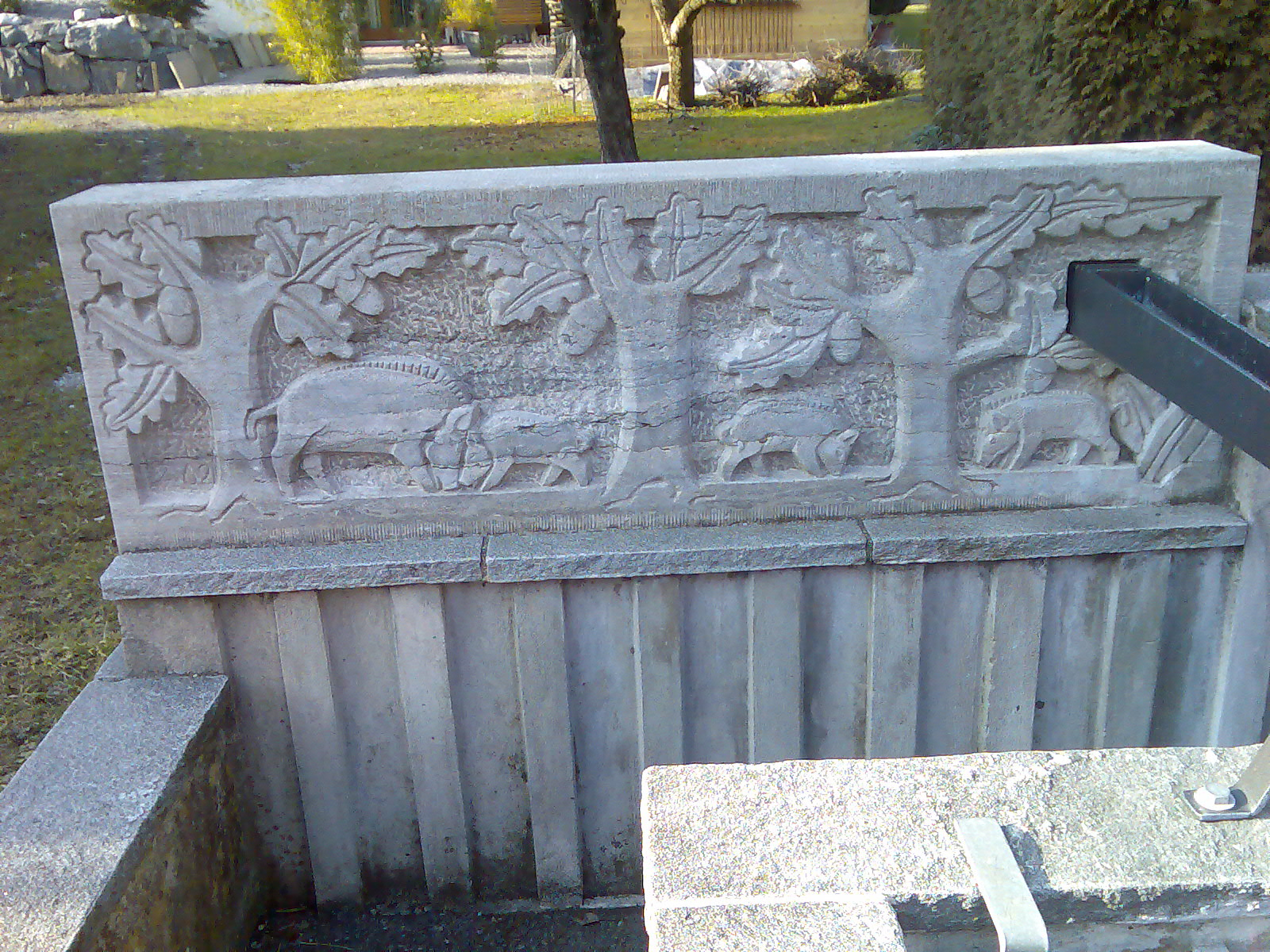
Eichholz-Brunnen mit dem Relief Im Eichenwald geschaffen von Bildhauer Mädy Zünd

### Sehenswürdigkeiten
Ein geschichtsträchtiges Gebäude ist das Alte Rathaus an der Steigstrasse, in dem heute das Ortsmuseum untergebracht ist. Es ist auf der Liste der Kulturgüter von nationaler Bedeutung (KGS-Nr.: 8092).
Auf dem Gemeindegebiet sind 22 Brunnen registriert, die der Kontrolle des Wasserwartes unterstehen. Davon befinden sich 17 allein im Dorfkern und den angrenzenden Quartieren. Viele von ihnen sind mit einem künstlerischen Schmuck ausgestattet.
Bekannt ist auch die durch ihre rote Farbe erkennbare Rebenschutzhütte, genannt «Rebenhüttli» an der Rebengasse in Balgach. Ihre Erbauung geht auf das Jahr 1904 zurück. Geplant wurde die Hütte auf Anweisung der Ortsgemeinde. Die Planung der Schutzhütte übernahm Günther Grüner, ein lokaler Künstler. Ende 2012 brannte die Hütte aufgrund unbekannter Ursache ab und wurde darauf neu errichtet.

## Persönlichkeiten
- Karl Berger (1898–1993), Elektrotechniker und Blitzforscher
- Albert Eschenmoser (1925–2023), Chemiker und Forscher auf verschiedenen Teilgebieten der organischen und bioorganischen Chemie, Bürger von Balgach
- Kurt Laurenz Metzler (1941–2024), Künstler, Bildhauer, Kurator
- Jakob Nüesch (1932–2016), Biologe und Präsident der ETH Zürich
- Johann Jakob Nüesch (1845–1895), Landschafts- und Genremaler
- Edgar Oehler (1942–2025), Unternehmer und Politiker (CVP)
- Albert Oesch (1897–1962), römisch-katholischer Geistlicher
- Albert Oesch (1907–1936), Künstler, Sohn des Balgacher Lokalhistorikers Otto Oesch-Maggion
- Ernst Schmidheiny I. (1871–1935), Industrieller und Politiker, Sohn von Jacob Schmidheiny (1838)
- Ernst Schmidheiny II. (1902–1985), Industrieller und Gründer der Ernst-Schmidheiny-Stiftung, Sohn von Ernst Schmidheiny (1871)
- Jacob Schmidheiny I. (1838–1905), Unternehmer
- Jacob Schmidheiny II. (1875–1955), Unternehmer, Sohn von Jacob Schmidheiny (1838)
- Peter Schmidheiny (1908–2001), Unternehmer, Sohn von Jacob Schmidheiny II.
- Max Schmidheiny (1908–1991), Ingenieur, Industrieller und Politiker,  1978 Gründer der Max-Schmidheiny-Stiftung, Sohn von Ernst Schmidheiny (1871)
- Stephan Schmidheiny (* 1947), Unternehmer und Philanthrop, Sohn von Max Schmidheiny
- Thomas Schmidheiny (* 1945), Unternehmer und Kunstsammler, Sohn von Max Schmidheiny
- Jakob Laurenz Sonderegger (1825–1896), Arzt und Politiker
- Richard Thalmann (1915–2002), von 1952 bis 1960 Pfarrer in Balgach
- Meinrad Zünd (1916–1998), genannt «Mädy» Zünd, Künstler und Bildhauer